# Berg-Wollhaarratte
Die Berg-Wollhaarratte (Dasymys montanus) ist ein in Uganda verbreitetes Nagetier in der Gattung der Zottigen Sumpfratten. Die Population wurde bis ins späte 20. Jahrhundert in die Afrikanische Wollhaarratte (Dasymys incomtus) eingeordnet.

## Merkmale
Die Exemplare sind mit einer Kopf-Rumpf-Länge von 132 bis 156 mm, einer Schwanzlänge von 93 bis 115 mm und einem Gewicht von 63 bis 100 g deutlich kleiner als die Afrikanische Wollhaarratte. Die Hinterfüße sind 28 bis 31 mm lang und die Länge der Ohren liegt bei 17 bis 19 mm. Das weiche zottige Fell hat oberseits eine rotbraune Farbe, während die Unterseite von hellgrauem Fell bedeckt ist. Typisch für den Kopf sind eine breite Form mit kurzer Schnauze, lange Vibrissen und abgerundete Ohren, die auf der Innenseite dicht behaart sind. Der mit Schuppen und wenigen Haaren bedeckte schwarze Schwanz ist im Verhältnis zum Körper kürzer als bei anderen Gattungsvertretern.

## Verbreitung und Lebensweise
Die Berg-Wollhaarratte lebt endemisch nur in höheren Lagen im Ruwenzori-Gebirge in Uganda auf 2600 bis 3800 Meter Höhe. Sie hält sich in Sümpfen, auf feuchten Grasflächen und in feuchten tropischen Bergwäldern auf. Die Exemplare können tag- und nachtaktiv sein. Weitere Angaben zum Verhalten fehlen.

## Gefährdung
Waldrodungen und Umwandlung der Wälder in Ackerflächen bedrohen den Bestand. Die IUCN listet die Art als stark gefährdet (endangered) aufgrund eines maximal 2.000 km² großen Verbreitungsgebiets.